# Kotli Loharan
Kotli Loharan é uma cidade do Paquistão localizada na província de Punjab.